# Lutas nos Jogos Pan-Americanos de 1951
As competições de lutas nos Jogos Pan-Americanos de 1951 foram realizadas entre 25 de fevereiro e 3 de março em Buenos Aires. Foram disputadas oito categorias, apenas para o gênero masculino.

## Medalhistas
| Evento                 | Ouro                               | Prata                            | Bronze                           |
| ---------------------- | ---------------------------------- | -------------------------------- | -------------------------------- |
| Até 52 kg detalhes     | Robert Peery USA Estados Unidos    | Manuel Varela ARG Argentina      | Rodolfo Dávila MEX México        |
| Até 57 kg detalhes     | Richard LeMeyre USA Estados Unidos | Adolfo Díaz ARG Argentina        | Leonardo Basurto MEX México      |
| Até 62 kg detalhes     | Omar Biebel ARG Argentina          | Gerald Maurey USA Estados Unidos | Guillermo Palomino MEX México    |
| Até 67 kg detalhes     | Newton Copple USA Estados Unidos   | Osvaldo Blasi ARG Argentina      | José Luis Pérez MEX México       |
| Até 73 kg detalhes     | Melvin Northrup USA Estados Unidos | Alberto Longarella ARG Argentina | José López CUB Cuba              |
| Até 79 kg detalhes     | León Genuth ARG Argentina          | Louis Norton USA Estados Unidos  | Eduardo Assam MEX México         |
| Até 87 kg detalhes     | Ulises Martorella ARG Argentina    | Antenor da Silva BRA Brasil      | Donald McCann USA Estados Unidos |
| Mais de 87 kg detalhes | Adolfo Ramírez ARG Argentina       | Ralph Schmidt USA Estados Unidos | Luis Friedman PAN Panamá         |

## Quadro de medalhas
| Ordem | País               | Medalha de ouro | Medalha de prata | Medalha de bronze |    |
| ----- | ------------------ | --------------- | ---------------- | ----------------- | -- |
| 1     | ARG Argentina      | 4               | 4                |                   | 8  |
| 2     | USA Estados Unidos | 4               | 3                | 1                 | 8  |
| 3     | BRA Brasil         |                 | 1                |                   | 1  |
| 4     | MEX México         |                 |                  | 5                 | 5  |
| 5     | CUB Cuba           |                 |                  | 1                 | 1  |
|       | PAN Panamá         |                 |                  | 1                 | 1  |
| TOTAL | TOTAL              | 8               | 8                | 8                 | 24 |